# Санкт-Леонхард-ам-Форст
Санкт-Леонхард-ам-Форст (нем. Sankt Leonhard am Forst) — ярмарочная коммуна (нем. Marktgemeinde) в Австрии, в федеральной земле Нижняя Австрия. 
Входит в состав округа Мельк.  Население составляет 3005 человек (на 31 декабря 2005 года). Занимает площадь 43,44 км². Официальный код  —  31539.

## Политическая ситуация
Бургомистр коммуны — Ханс-Юрген Резель (АНП) по результатам выборов 2005 года.
Совет представителей коммуны (нем. Gemeinderat) состоит из 23 мест.
- АНП занимает 14 мест.
- СДПА занимает 4 места.
- Партия BLS занимает 4 места.
- АПС занимает 1 место.